# Joseph E. Ransdell

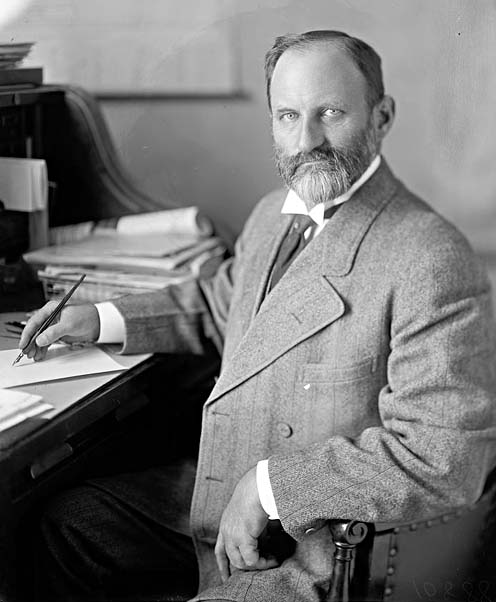
Joseph E. Ransdell

Joseph Eugene Ransdell (* 7. Oktober 1858 in Alexandria, Louisiana; † 27. Juli 1954 in Lake Providence, Louisiana) war ein US-amerikanischer Politiker. Von 1899 bis 1913 vertrat er den Bundesstaat Louisiana im US-Repräsentantenhaus für die Demokratische Partei. Von 1913 bis 1931 war er für Louisiana im US-Senat vertreten.
Ransdell war auch unternehmerisch tätig. 1920 gründete er in Washington, D.C. eine Druckerei. 1931, nach seiner Zeit als Senator kehrte er nach Louisiana zurück und beteiligte sich an einer Baumwoll- sowie Pekannuss-Plantage und engagierte sich als Immobilienmakler.